# 香港電台電視節目列表
香港電台電視節目是由香港電台屬下的電視部及教育電視部所製作，自1970年起，每年製作不少時事、資訊及教育節目，亦有製作電視劇及各類綜合節目。2014年以前，由於香港電台並沒有屬於自己的電視頻道，故其節目需分散於香港當時的兩家商營廣播機構香港無綫電視以及亞洲電視的旗下頻道播出，且屬於強制性質。
2014年1月12日起，香港電台旗下電視頻道港台電視31開始進行節目試播，部分自製節目改在這個頻道播放。與此同時香港電台的部分電視節目依然安排在上述兩家商營廣播機構以及其後的香港電視娛樂以及奇妙電視的旗下頻道播出。直至2020年3月4日，在香港政府宣布商營廣播機構可無須播映香港電台的電視節目之後，除了已經結束本地電視廣播事務的亞洲電視之外，香港無綫電視（包括翡翠台和明珠台）、ViuTV和Now直播台、香港國際財經台、香港開電視（現名為HOY TV）及有線財經資訊台相繼結束播出香港電台的電視節目。故現在沒有任何商營電視台播放港台節目。
本條目列出香港電台所製作的電視節目。

註：節目名稱前的為該節目的首播日期，節目名稱後的為該節目的結束播放日期（如有）。

## 時事節目
| 時事節目       | |                                        |                        |
| 節目名稱       | 簡介 | 啟播日期                               | 參考網頁               |
| 針鋒相對       | 《針鋒相對》邀請不同界別的嘉賓，與現場觀眾辯論社會話題，家庭觀眾亦可利用電話發表意見，並有粵語和英語的即時傳譯，讓高官能了解市民的不滿和投訴，即時作出辯護。 | 1974年6月_日                           |                        |
| 並無虛言       | 每集專題探討與市民息息相關的事件。 | 1976年_月_日                           |                        |
| 鏗鏘集         | 內容圍繞香港政治、經濟、教育、社會民生、環保、中國現況、國際視野等議題。                                                                                     | 1978年3月5日                           | （页面存档备份，存于） |
| 城市論壇       | 邀請一些專業人士、議員及政府官員在臺上即席討論政治、民生等議題，並讓現場觀眾市民發表意見。                                                                   | 1980年4月13日                          | （页面存档备份，存于） |
| 鑪峰晚語       | 報導與市民息息相關的時事熱門話題外，亦會介紹最新的流行活動與事物。                                                                                           | 1983年2月21日                          |                        |
| 議事論事       | 報導立法會一週動向，同時加插時事話題討論。立法會開會期間逢星期四晚7:00首播。                                                                                 | 1986年4月9日                           |                        |
| 五稜鏡         | 為五分鐘時事節目，透過嘉賓為近日時事話題作分析及評論，以擴闊觀眾視野。                                                                                       | 1986年10月1日-2008年2月29日            | （页面存档备份，存于） |
| 雄辯擂台       | 中學校際辯論比賽 | 1981年,1985年11月__日                  |                        |
| 傳媒春秋       | 解讀各種傳媒現象，媒體並且介紹各種文化、電影、藝術等新動向。                                                                                                 | 1990年5月31日-2008年1月5日             | （页面存档备份，存于） |
| 頭條新聞       | 香港受歡迎的時事節目之一。 | 1989年4月4日-2020年6月19日（暫停製作） |                        |
| 九七藍圖       | | 1990年4月__日                          |                        |
| 基本法七色橋   | | 2005年9月4日                           |                        |
| 左右紅藍綠     | 英文名《Pentaprism II》，《五稜鏡》（《Pentaprism》）的新一輯                                                                                                | 2008年3月3日                           | （页面存档备份，存于） |
| 激辯           | | 2009年2月21日                          | （页面存档备份，存于） |
| 對策           | 英文名《Face to Face 2010》，《激辯》（《Face to Face》）的新一輯                                                                                            | 2010年2月9日                           | （页面存档备份，存于） |
| 對策（第二輯） | 英文名《Face to Face 3》，《對策》（《Face to Face 2010》）的新一輯                                                                                          | 2010年10月2日                          | （页面存档备份，存于） |

## 資訊節目

### 警察資訊類
| 警務資訊類 |                                                                                      |                              |          |
| 節目名稱   | 簡介                                                                                 | 啟播日期                     | 參考網頁 |
| 警訊       | 與香港警務處警察公共關係科合製，宣揚滅罪訊息、徵求罪案目擊者、介紹警隊部門最新動態。 | 1973年__月__日-2020年8月12日 |          |
| 少年警訊   | 推廣少年警訊，介紹少年警訊的最新動態。                                               | 1974年7月__日-1994年9月25日  |          |
| 繩之於法   | 與香港警務處警察公共關係科合製，內容集中於香港嚴重罪案的消息。                       | 1985年10月27日-1997年3月28日 |          |

### 公共資訊類
| 公共資訊類     | |                             |          |
| 節目名稱       | 簡介 | 啟播日期                    | 參考網頁 |
| 觀點與角度     | | 1974年__月__日              |          |
| 偷得浮生半日閒 | | 1977年__月__日              |          |
| 廣廈千萬間     | 發佈房委會有關公、居屋的最新資訊。                                                                                     | ？-1979年                   |          |
| 奉告           | 發佈香港社會民生重要信息，時事資訊，邀請政府部門人士解答觀眾來信或投訴，後期又用作重播香港電台戶外表演活動的精選片段。 | 1979年6月25日-1996年4月14日 |          |
| 8118共繽紛     | 每周以歌舞綜藝的形式，解釋政府的地方政策，講解區議會的角色和弁遄A節目並邀請當時的著名歌星和藝人出席演出。              | 1981年8月_日                |          |
| 識多一點點     | 手語節目。 | 1983年7月3日                |          |
| 都市半日閒     | 以介紹兩個前市政局及其後的康文署活動為主的五分鐘節目；現時已被《文化點心》所取代。                                     | 1996年4月21日-1999年        |          |

### 兩岸三地類
| 兩岸三地類   | |                               |                        |
| 節目名稱     | 簡介                                                                                                 | 啟播日期                      | 參考網頁               |
| 中國人中國心 | | 1999年5月30日                 |                        |
| 龍情三地     | | 1999年4月25日                 |                        |
| 十畝地       | | 2001年3月25日                 |                        |
| 大漠長路     | 探討西部大開發                                                                                       | 2000年11月26日                |                        |
| 國企風雲     | | 2002年1月19日                 |                        |
| 連營珠三角   | 分享多個在珠三角從事不同行業港人，驗證香港如何融入珠三角抓緊入世商機。                               | 2002年11月20日                | （页面存档备份，存于） |
| 新三角演義   | 探討泛珠三角區域合作（又稱「9+2」經濟圈），廣東廣播電視台                                            | 2004年12月12日                |                        |
| 中國民間故事 | | 2001年2月11日                 |                        |
| 窗外有藍天   | 與上海電視台及台灣公共電視台聯合製作紀錄片，以紀實節目形式反映兩岸三地不同的社會面貌。               | 2005年7月24日                 | （页面存档备份，存于） |
| 三十年奮進   | 走訪國內多位重量級人物，剖析中國實施改革開放政策三十年來的發展狀況。由資深新聞記者謝志峰主持及監製。 | 2006年12月1日                 | （页面存档备份，存于） |
| 我們在世博   | 香港電台電視部製作的上海世博會特備節目，此節目以「綠色生活」及「世博歷史」為主題。                   | 2010年11月24日及2010年12月1日 |                        |

### 公務及社會政策類
| 公務及社會政策類 | |                |                                                                     |
| 節目名稱         | 簡介 | 啟播日期       | 參考網頁                                                            |
| 無情火           | 與香港消防處合作，剖析個案，探討火災成因，消防法例及防火措施。                                           | 1998年10月11日 | （页面存档备份，存于）                                              |
| 氣象萬千         | 與香港天文台合作，介紹各種天氣現象，天氣與人之關係，共三輯。                                             | 1999年8月7日   | （页面存档备份，存于）                                              |
| 左鄰右里         | 透過趣劇形式讓觀眾了解業主立案法團的性質與運作程序，共三輯。                                             | 2005年2月6日   | （第一輯） （页面存档备份，存于） （第三輯） （页面存档备份，存于） |
| 摩登街坊地保     | 透過單元劇形式介紹業主立案法團的好處。                                                                   | 1998年8月8日   | （页面存档备份，存于）                                              |
| 減廢之都         | | 2005年8月13日  | （页面存档备份，存于） （页面存档备份，存于）                       |
| 能量之城         | 由國際成就計劃（香港部）贊助，介紹香港的供電系統，與及電力如何影響我們的生活。                           | 2004年12月8日  | （页面存档备份，存于）                                              |
| 拯救行動999      | | 1998年5月29日  |                                                                     |
| I.T.檔案         | | 1998年12月19日 |                                                                     |
| 知產新寶藏       | | 2002年8月3日   |                                                                     |
| 公務群英         | 與公務員事務局聯合製作，介紹公務員的工作實況，反映不同部門在香港社會所扮演的角色及與市民日常生活的關係。 | 2006年1月7日   | （页面存档备份，存于）                                              |
| 傑出部門群英會   | 由公務員事務局主辦，香港電台製作的晚會，表揚公務員為市民提供優質服務。                                   | 2005年11月27日 | （页面存档备份，存于）                                              |
| 廉政革命35       | 與廉政公署合作，介紹廉政公署35年來的發展。                                                               | 2009年10月4日  |                                                                     |
| C計劃            | 與香港海關聯合製作，介紹海關的工作成果，並教導消費者如何分辨真、假貨品。                                 | 1996年_月_日   |                                                                     |

### 心理健康類
| 心理健康類   |                                                                                              |               |                        |
| 節目名稱     | 簡介                                                                                         | 啟播日期      | 參考網頁               |
| EQ方程式     |                                                                                              | 1998年2月9日  |                        |
| 小心失控     | 從醫學及心理學角度，解構人類各種情緒反應，同時提供控制情緒的方法，提高大眾對個人情緒的關注。 | 2001年3月25日 | （页面存档备份，存于） |
| 打開心窗     |                                                                                              | 2005年2月26日 | （页面存档备份，存于） |
| 活着就是希望 |                                                                                              | 2006年6月24日 |                        |

### 教育類
| 教育類            |                                                                                          |                |          |
| 節目名稱          | 簡介                                                                                     | 啟播日期       | 參考網頁 |
| 千色教室          |                                                                                          | 1997年4月13日  |          |
| 春風伴我行        |                                                                                          | 1996年1月6日   |          |
| 春風伴我行─家校篇 |                                                                                          | 2004年12月31日 |          |
| 教出彩虹          |                                                                                          | 2004年9月14日  | [ 永久 ] |
| 大學之道          | 介紹本港各間大專院校的歷史、最新概況及未來發展。由當時任職《經濟日報》的梁家榮擔任旁述。 | 2002年7月21日  |          |
| 夢想學堂          |                                                                                          | 2003年12月31日 |          |
| 完全學生手冊      |                                                                                          | 1996年4月3日   |          |

### 經濟及規劃類
| 經濟及規劃類          |                                                                |                |                        |
| 節目名稱              | 簡介                                                           | 啟播日期       | 參考網頁               |
| 雄才偉略              |                                                                | 1988年6月__日  |                        |
| 亞洲經驗              | 主持人梁振英、蔣麗芸                                           | 1990年1月17日  |                        |
| 藍圖2000              | 以藍圖規劃為主，於1996年至2000年期間播映，共6輯                | 1996年10月13日 |                        |
| 藍圖廿一              |                                                                | 2001年8月19日  |                        |
| 十年大計              | 香港人口普查即將展開，究竟這些普查得來的數據對政府有甚麼幫助？ | 2001年3月6日   | （页面存档备份，存于） |
| 藍圖05之規劃我城      |                                                                | 2005年3月12日  |                        |
| 香港工業70年-點滴情懷 |                                                                | 2005年4月6日   |                        |
| 世紀藍圖              |                                                                | 2010年7月17日  |                        |

### 投資類
| 投資類            |                                                                                     |                              |                        |
| 節目名稱          | 簡介                                                                                | 啟播日期                     | 參考網頁               |
| 投資本色          | 介紹香港金融相關制度，並傳達正確投資意識，共有6集。此節目與證監會聯合製作（下同）。 | 1997年2月24日-1997年3月31日  | [ 3 ]                  |
| 投資本色-世紀之旅 | 以回顧香港自1900年起一世紀的經濟、金融史為主，共10集。                              | 1999年12月26日-2000年2月27日 | [ 4 ]                  |
| 投資本色(短劇)    | 以短劇形式，介紹各項投資衍生工具，並傳達正確投資意識。                              | 2006年5月14日                | （页面存档备份，存于） |

### 專業類
| 專業類                        |                                                                                                |               |                        |
| 節目名稱                      | 簡介                                                                                           | 啟播日期      | 參考網頁               |
| 有樓萬事足 (香港電台電視節目) |                                                                                                | 1998年7月__日 |                        |
| 建築宣言                      |                                                                                                | 1997年10月7日 |                        |
| 天空之城                      | 介紹香港國際機場的運作。                                                                       | 2004年1月4日  |                        |
| 專之驕子                      | 以紀實形式，探討本港專業人士如何在工作上對社會作出貢獻和發揮其影響力，並了解行業有關專業概況。 | 2004年7月25日 | （页面存档备份，存于） |
| 正在設計                      |                                                                                                | 2004年9月29日 |                        |
| 廠出驕陽                      |                                                                                                | 2003年8月1日  |                        |
| 再創一片天                    | 與香港大學專業進修學院聯合製作，介紹各項專業課程。                                             | 2006年9月2日  | （页面存档备份，存于） |

### 自然及環保類
| 自然及環保類 |                                                                                            |                |                        |
| 節目名稱     | 簡介                                                                                       | 啟播日期       | 參考網頁               |
| 山水傳奇     | 展示香港鮮為人知的自然風光及生態。                                                         | 1998年3月29日  | （页面存档备份，存于） |
| 再造的空間   |                                                                                            | 1992年12月26日 |                        |
| 綠由心生     |                                                                                            | 2000年10月4日  |                        |
| 親親大熊貓   |                                                                                            | 1999年4月27日  |                        |
| 昨日之後     | 探討南亞海嘯後全球同心救災及災區的善後情況，節目與六個國際救援組織緊密合作，報道最新訊息。 | 2005年1月8日   | （页面存档备份，存于） |
| 放虎歸山     | 探討中國人與老虎之關係，介紹華南虎生活。                                                   | 2005年2月10日  | （页面存档备份，存于） |
| 綠像新人類   |                                                                                            | 2001年2月7日   |                        |
| 海底漫遊     |                                                                                            | 2007年8月20日  |                        |
| 海底歷奇     |                                                                                            | 2008年2月9日   |                        |
| 探索大世界   |                                                                                            | 2012年7月6日   |                        |

### 全球性論題類
| 全球性論題類 | |                |                        |
| 節目名稱     | 簡介                                                                                                 | 啟播日期       | 參考網頁               |
| 世界在廚房   | | 2001年__月__日 |                        |
| 孩子上戰場   | 全球有30萬童兵被推向戰火，攝製隊分別到非洲、南美洲、歐洲、亞洲等地採訪，深入戰區，採訪童兵真實故事。 | 2002年3月2日   | （页面存档备份，存于） |
| 消費樂與怒   | 探討消費文化對地球、大自然及文化的破壞。                                                             | 2005年8月24日  | （页面存档备份，存于） |
| 放眼天下     | 亞太廣播聯盟交換節目。                                                                               | 2005年11月22日 | （页面存档备份，存于） |
| 流水物語     | 多角度報道香港一些與水有關的問題，同時探索其他國家食水處理情況，分享經驗。                           | 2006年2月28日  | （页面存档备份，存于） |
| 我是地球兒   | | 2007年4月__日  |                        |
| 小小亞細亞   | | 2005年__月__日 |                        |
| 人權無國界   | | 2004年__月__日 |                        |
| 愛之無盡大地 | | 2005年__月__日 |                        |

### 醫學類
| 醫學類         | |                |                        |
| 節目名稱       | 簡介 | 啟播日期       | 參考網頁               |
| 醫生與你       | 為大眾提供最新醫學訊息，探討各類形疾病病徵、預防及治療的方法。                                                                                       | 1985年__月__日 |                        |
| 生命激流       | 與香港中文大學醫學院聯合製作，即使現今醫療水平也大大提高，但疾病終歸無法避免，透過醫療實況戲劇，講述醫生爭分奪秒，與病人聯手向病魔和死神挑戰的故事。 | 1995年10月1日  |                        |
| 健康新文化     | | 1998年__月__日 |                        |
| 健康生活一分鐘 | | 1999年4月__日  |                        |
| 中醫新里程     | 介紹中醫中藥的基本理論及新知，加強大眾對中醫藥的認識，從而推動中醫在香港的普及性與發展。                                                             | 2000年7月19日  |                        |
| 世紀戰疫       | 與香港大學醫學院聯合製作，深入醫療重地，剖析香港醫護人員如何面對及應付突發性及慢性傳染病。                                                           | 2004年9月12日  | （页面存档备份，存于） |
| 醫學神探       | 與衛生署衛生防護中心合作，介紹香港各界預防各類型傳染病在社區散播的措施以及工作。                                                                     | 2005年5月17日  | （页面存档备份，存于） |
| 健康大道       | 以雜誌及生活化形式，配合中、西醫角度探討與市民息息相關的健康題材，藉此加深觀眾防範疾病意識，提高市民的生活質素。節目共二輯。                         | 2005年9月26日  | （页面存档备份，存于） |
| 識食新人類     | 以一名分居少婦立志開辦健康食肆的經歷，帶出健康飲食的重要性。                                                                                         | 2003年__月__日 |                        |
| 寶貝醫一番     | 為雜誌式節目，以不同寵物為主題，分享主人飼養動物的心得，並展示主人對寵物不離不棄的動人片段。                                                         | 2005年9月28日  | （页面存档备份，存于） |
| 做個健康快活人 | | 2012年11月4日  |                        |

### 社會現象類
| 社會現象類     | |                |                        |
| 節目名稱       | 簡介 | 啟播日期       | 參考網頁               |
| 吉光片羽       | 環繞香港獨特文化，介紹中外有趣的事物及多方面中西文化藝術活動。                                                           | 1981年12月13日 |                        |
| 香港故事       | 透過歷史資料和影像，配合不同人物的故事和經歷，紀錄香港從寧靜漁港到亞洲國際都會的變遷。現時播出十四輯，固定於本港台首播。 | 2006年11月5日  |                        |
| 人生多重彩     | 探討社會的博彩風氣及港人的賭博心理。                                                                                     | 2000年7月3日   | （页面存档备份，存于） |
| 生活逼人來     | 透過真實個案，以實況劇的形式展示低下階層如何面對問題，藉此刻劃他們在逆境中如何掙扎求存，奮鬥自立。                       | 2001年7月14日  | （页面存档备份，存于） |
| 風雨夜歸人     | 介紹在深夜時候工作的香港特別工種，如通宵巴士司機。主持人洪朝豐。                                                         | 2004年2月29日  |                        |
| 飛越工作間     | | 1990年8月__日  |                        |
| 人間搜畫       | 以香港新生代為主，讓這批在八十、九十年代出生及成長的一群，透過他們展現的生活，讓觀眾加深對香港新生代的瞭解。             | 2006年2月28日  | （页面存档备份，存于） |
| 我地呢班打公仔 | | 1996年__月__日 |                        |
| 每當變幻時     | | 1999年__月__日 |                        |
| 樂齡帥靚正     | | 2018年6月23日  |                        |

### 勵志類
| 勵志類                |                                                                                  |                |                        |
| 節目名稱              | 簡介                                                                             | 啟播日期       | 參考網頁               |
| 活出彩虹              |                                                                                  | 1993年4月13日  |                        |
| 剎那時空              | 生活際遇變莫測，當眼前出現新的變化及挑戰時，如何自強不息積極面對？               | 1998年8月3日   |                        |
| 百鍊人生路            | 與衛生福利局聯合製作，分享殘疾人士如何活出無限，積極面對人生，並給健全的人借鏡。 | 2000年8月5日   | （页面存档备份，存于） |
| 同一天空下            |                                                                                  | 1992年7月__日  |                        |
| 不倒的傳說            |                                                                                  | 1998年7月__日  |                        |
| 我有我方向            |                                                                                  | 2000年__月__日 |                        |
| 不是香港人            | 分享數個已散居海外多年的香港人的故事， 讓香港人有所啟發或重新審視自己的看法。    | 2004年4月1日   | （页面存档备份，存于） |
| 大開眼界              |                                                                                  | 2005年8月14日  | （页面存档备份，存于） |
| 各自各精彩-外國人系列 |                                                                                  | 1998年__月__日 |                        |
| 各自各精彩-新移民系列 |                                                                                  | 1998年__月__日 |                        |
| 我要打勝障            |                                                                                  | 2007年2月7日   | （页面存档备份，存于） |

### 親子類
| 親子類       |                                                    |                |                        |
| 節目名稱     | 簡介                                               | 啟播日期       | 參考網頁               |
| 孩子的天空   |                                                    | 1992年8月5日   |                        |
| 兩代之間     |                                                    | 2000年10月7日  |                        |
| 父母學堂     | 與衛生署攜手製作，教導父母如何面對子女的行為問題。 | 2006年11月5日  | （页面存档备份，存于） |
| 天下父母心   |                                                    | 2005年11月23日 | （页面存档备份，存于） |
| 愛子方程式   | 本節目共分為5輯                                    | 1995年1月29日  |                        |
| 童夢飛揚     |                                                    | 2005年9月27日  | （页面存档备份，存于） |
| 童話童真     |                                                    | 1999年3月23日  | （页面存档备份，存于） |
| 點解兒童不宜 |                                                    | 2001年10月15日 | （页面存档备份，存于） |
| 笑笑小論壇   |                                                    | 2002年2月27日  | （页面存档备份，存于） |

## 教育節目
| 教育節目         |      |                |                        |
| 節目名稱         | 簡介 | 啟播日期       | 參考網頁               |
| 學校教育電視節目 |      | 1971年__月__日 |                        |
| 性本善           |      | 1987年9月7日   | （页面存档备份，存于） |
| 小伙子．大攪作   |      | 2004年4月5日   | （页面存档备份，存于） |

### 互動教育節目
| 互動教育節目 |      |                |          |
| 節目名稱     | 簡介 | 啟播日期       | 參考網頁 |
| 上網問功課   |      | 2000年10月__日 |          |
| 打電話問功課 |      | 1985年5月__日  |          |

### 語文教育節目
| 語文教育節目   | |                |                                               |
| 節目名稱       | 簡介 | 啟播日期       | 參考網頁                                      |
| 聽歌學英文     | 第一輯:黃凱芹,柏安妮 | 1987年7月__日  |                                               |
| 反斗英語       | 第一輯主持:劉以達、黃子雄 ，第二輯主持:Soler                                                                                       | 1999年__月__日 | （页面存档备份，存于） （页面存档备份，存于） |
| 英語遊縱       | | 1999年__月__日 |                                               |
| 英語一分鐘     | 劉家傑 | 1992年8月10日  |                                               |
| 中文一分鐘     | 陳永明 | 1996年9月2日   |                                               |
| 唱談普通話     | | 1990年3月__日  |                                               |
| 普通話小劇場   | | 1997年8月18日  |                                               |
| 普通話戲中戲   | | 1995年__月__日 |                                               |
| 普通話親子劇場 | | 1998年__月__日 |                                               |
| 愛港愛講普通話 | 透過一群年青普通話大使，利用普通話發揮香港好客之道，接待來自世界各地的遊客。                                                       | 2002年8月5日   |                                               |
| 反斗多聲道     | 香港中西文化交匯，經常應用到兩文三語，語言間的差異往往容易鬧出笑話。節目以輕鬆手法現象，並提高不同文化背景對彼此語言的興趣及了解。 | 2005年4月3日   | （页面存档备份，存于）                        |
| 正斗中文       | 透過趣味手法，探討及研究實用性中文及中國文化。                                                                                     | 2012年1月4日   | （页面存档备份，存于）                        |

### 讀音教育節目
| 讀音教育節目   |                                                              |              |          |
| 節目名稱       | 簡介                                                         | 啟播日期     | 參考網頁 |
| 正讀妙探顯神通 | 以偵探趣劇形式，並由何文匯博士擔大旗演出，指導觀眾粵語正音。 | 1996年1月2日 |          |
| 群星匯正音     |                                                              | 1994年8月1日 |          |

### 學前教育節目
| 學前教育節目        | |                                                                                               |                        |
| 節目名稱            | 簡介 | 啟播日期                                                                                      | 參考網頁               |
| 點蟲蟲 開開心心學飛 | | 2003年1月5日                                                                                  | （页面存档备份，存于） |
| 點蟲蟲              | 共344集 主持：王家怡（王者匡）（1990-1991）、梁婉靜（1990）、王曦（加明叔叔）（1990）、羅嘉玲（1991）、陳碧清(1991)、楊英偉（1991、1994）、許綺蓮（1991、1994） | 1990年2月5日-1990年5月5日、1991年2月4日-1991年5月3日、1991年12月-1992年5月15日、1994年1月-9月 |                        |
| 小寶寶              | 共582集 主持：梁頌恩(1985-1988)、周慧敏(1986)、陳聲妮（1988） 嘉賓主持：黎炳昭（1988）                                                                          | 1985年7月1日-1987年2月20日，1988年4月1日-1988年10月7日                                        | （页面存档备份，存于） |

### 成人教育節目
| 成人教育節目 | |               |                        |
| 節目名稱     | 簡介 | 啟播日期      | 參考網頁               |
| 百年留學     | 以中國留學生的事蹟為主題、以近代歷史為背景、藉著不同的留學人物，表達過去百多年來中國留學生的真實故事。                                                     | 2006年7月17日 | （页面存档备份，存于） |
| 勝在營銷     | 由工業貿易署「中小企業發展支援基金」贊助，並與香港中文大學市場學(理學)碩士課程等聯合製作，以真實個案及分析，向觀眾講解中小企的市場營銷策略及分享成功要訣。 | 2006年10月3日 | （页面存档备份，存于） |

## 文化及歷史節目
| 文化節目            | |                 |                        |
| 節目名稱            | 簡介 | 啟播日期        | 參考網頁               |
| 樂壇精英            | 林樂培應香港電台之邀，製作五十輯「樂壇精英」節目，自任策劃、製作、編導、主持和後期製作於一身，並於1980-1985年播放                                          | 1980年__月___日 |                        |
| 摩登時代            | 主持:周慧敏,倪震 | 1989年4月7日    |                        |
| 百載鑪峰            | 分別於1982年、1984年、2001年及2002年製作四輯，每集以專題形式介紹香港歷史。四輯皆由何文匯主持。                                                             | 1982年9月19日   |                        |
| 電光幻影            | | 1983年__月__日  |                        |
| 吾土吾情            | | 1995年1月10日   |                        |
| 一起走過的日子      | 每輯以一條街道為主題，介紹這街道的歷史與及人和事。 | 1996年10月13日  |                        |
| 我愛夢工場          | 「夢工場系列」之一，以戲劇、訪問及紀錄片形式帶出電影製作鮮為人知一面，讓觀眾支持本地的電影工業。                                                           | 1997年1月19日   |                        |
| 再戰夢工場          | 「夢工場系列」之二，探討電影工作者所遇到的種種問題和制肘，從中突顯香港電影工作者的專業精神。                                                               | 1999年5月29日   |                        |
| 創意空間            | | 1999年7月25日   |                        |
| 寫意空間            | | 1998年__月__日  |                        |
| 文化空間            | | 1999年__月__日  |                        |
| 都會創意            | | 1999年__月__日  |                        |
| 人文風景            | | 2000年11月26日  |                        |
| 集體回憶 - 六十年代 | | 2001年2月24日   |                        |
| 回到夢工場          | 「夢工場系列」之三，摘取八位象徵著電影光輝年代的前輩的逸事，向各殿堂級電影前輩致敬。                                                                       | 2001年6月17日   |                        |
| 藝力無限            | | 2002年4月9日    |                        |
| 集體回憶 - 七十年代 | | 2002年5月12日   |                        |
| 情迷博物館          | 從人文及歷史角度，介紹本港各間博物館及展覽館的展出物品。                                                                                                   | 2002年8月3日    |                        |
| 革命的足跡          | 分上、下兩集介紹孫中山先生的革命歷程。 | 2003年3月12日   |                        |
| 一肚子戲            | 介紹年青人如何參與話劇演出。由黃秋生主持。 | 2003年9月29日   |                        |
| 香港電影月          | 共三輯 | 2004年6月4日    |                        |
| 百年夢工場          | 「夢工場系列」之四，紀念中國電影誕生一百周年，檢視中國電影近百年發展歷程及未來路向。該節目亦是香港紀念中國電影誕生一百周年的重頭節目，眾多演藝界人士參與。 | 2005年10月1日   |                        |
| 藝行四方            | | 2005年10月2日   |                        |
| 情傾莫扎特          | 莫扎特誕生250周年，透過節目介紹莫扎特的生平及音樂成就。莫華倫主持。                                                                                        | 2006年2月19日   | （页面存档备份，存于） |
| 春田花花中華博物館  | 通過麥嘜、麥兜等本土卡通人物，以通俗、娛樂手法宣揚中華文化。                                                                                               | 2006年4月22日   | （页面存档备份，存于） |
| 霑前顧後流行樂      | 分上、下兩集，藉著黃霑生前撰寫的博士論文—《粵語流行曲的發展與興衰》，檢討香港流行樂壇的問題和未來路向。由資深音樂人黃志淙主持，黃霑女兒黃宇詩朗讀論文。    | 2006年4月23日   |                        |
| 悠然音樂間          | | 2006年__月__日  |                        |
| 文化點心            | | 2006年11月5日   |                        |
| 逸仙流影            | 分上、下兩集介紹孫中山紀念館。 | 2006年12月12日  |                        |
|                     | 加強市民認識體育的優點，並推動社區參與體育 | 2006年12月26日  | （页面存档备份，存于） |
| 香江世代            | | 1999年10月5日   |                        |
| 戲魅人生            | | 2007年1月14日   |                        |
| 南京說              | | 2007年11月24日  |                        |
| 香港歷史系列        | | 2008年12月4日   |                        |
| 設計城市            | | 2009年12月19日  |                        |
| 藝坊星期天          | | 2010年11月7日   |                        |
| 香港歷史系列II      | | 2010年12月10日  |                        |
| 好想藝術            | | 2012年4月24日   |                        |

## 兒童節目
| 兒童節目 | |                                              |                                                                      |
| 節目名稱 | 簡介 | 啟播日期                                     | 參考網頁                                                             |
| 香蕉船   | 共236集 | 1979年10月1日-1984年4月17日                  | （页面存档备份，存于）                                               |
| 快活谷   | 共19集 | 1979年10月4日-1982年                         |                                                                      |
|          | 共51集，演員：劉昭文，江欣燕，喬宏，陳漢強，梁俊傑，何靈靈 | 1985年__月__日                               |                                                                      |
|          | 共3輯48集(*港台電視31+Podcast版共45集) (1986年+1987年輯部份集數因版權問題未有播放) 主持：王家怡（王者匡），郭祉彤(1986)，陳碧清(1988) 演員(1986)：陸偉璣，何靈靈，鄧一君，仇嘉韻，陳嘉麗，黄智敏，陳穎濤，高思偉，David Olaes (1987)：湯振權，何秉舜，何韻詩，羅堅，龔凱欣，陳心怡，譚敬熙，劉浩基，丁浩雲，陳泰來(兼編導之一) (1988)：陳泰來(兼編導之一)，伍靜婷 | 1986年__月__日 1987年__月__日 1988年__月__日 | （页面存档备份，存于） （页面存档备份，存于） （页面存档备份，存于） |
|          | 共22集(*港台電視31+Podcast版共17集) 主持：王家怡（王者匡），高梨群 演員：羅子威，David Olaes，吳其志，文倩茹，戴逸敏，李慧恩，鄧一君，陸偉璣，仇嘉韻，陳嘉麗，陳穎濤，高思偉 | 1986年8月19日 1987年__月__日                 | （页面存档备份，存于）                                               |
|          | 共12集 主持：王家怡（王者匡） 演員：鄧一君，陳浩江，吳家洋，連思瑤，何秉舜，何靈靈，陳泰來 | 1988年__月__日                               |                                                                      |
|          | 主持：王家怡（王者匡）、羅嘉玲 | 1989年__月__日                               |                                                                      |
|          | | 1992年__月__日                               |                                                                      |
| 97同學會 | 共6集 | 2007年8月14日-9月18日                        |                                                                      |

## 小品節目
| 小品節目       |      |                |          |
| 節目名稱       | 簡介 | 啟播日期       | 參考網頁 |
| 十封信         |      | 2003年__月__日 |          |
| 信是有情       |      | 2001年__月__日 |          |
| 信是有情─V郵件 |      | 2002年__月__日 |          |

## 人物傳記節目
| 人物傳記節目 |                                                                            |                |          |
| 節目名稱     | 簡介                                                                       | 啟播日期       | 參考網頁 |
| 不死傳奇     | 內容介紹六位已離世的香港歌手：羅文、黃家駒、梅艷芳、張國榮、鄧麗君、陳百強 | 2007年12月22日 |          |

### 傑出華人系列
| 傑出華人系列 |                  |                       |                        |
| 傑出華人     | 簡介             | 啟播日期              | 參考網頁               |
| 黃永玉       |                  | 1997年7月5日,7月10日  |                        |
| 查良鏞       |                  | 1997年8月2日,8月9日   |                        |
| 貝聿銘       |                  | 1997年7月19日,7月26日 |                        |
| 馬友友       |                  | 1998年8月16日         |                        |
| 何大一       |                  | 1998年8月30日         |                        |
| 李嘉誠       |                  | 1998年9月6日,9月13日  |                        |
| 田長霖       |                  | 2000年4月2日          |                        |
| 楊振寧       |                  | 1998年8月23日         |                        |
| 林懷民       |                  | 1998年9月20日,9月27日 |                        |
| 胡秀英       |                  | 2001年11月4日         |                        |
| 丘成桐       |                  | 2003年12月14日        |                        |
| 高錕         | 「光纖之父」     | 2000年3月5日          |                        |
| 李光耀       |                  | 2001年10月21,28日     |                        |
| 季羨林       |                  | 2000年10月14日        |                        |
| 饒宗頤       |                  | 2003年12月7日         |                        |
| 白先勇       |                  | 2000年4月9日,4月16日  |                        |
| 吳宇森       |                  | 2003年11月30日        |                        |
| 高行健       |                  | 2001年10月7日         |                        |
| 李安         |                  | 2001年11月1日         |                        |
| 楊向中       |                  | 2003年12月21日        |                        |
| 張藝謀       |                  | 2000年3月12日,3月19日 |                        |
| 趙無極       |                  | 2000年3月26日         |                        |
| 朱銘         | 「國際雕塑大師」 | 2005年12月10日        | （页面存档备份，存于） |
| 簡悅威       | 「基因診斷之父」 | 2005年12月17日        | （页面存档备份，存于） |
| 崔琦         | 「物理學大師」   | 2005年12月24日        | （页面存档备份，存于） |
| 白雪仙       | 「粵劇傳奇」     | 2005年12月31日        | （页面存档备份，存于） |
| 朱德群       | 「抽象畫大師」   | 2007年12月23日        | （页面存档备份，存于） |
| 徐立之       |                  | 2007年12月30日        |                        |
| 余英時       | 「思想家」       | 2008年1月6日          |                        |
| 李連杰       |                  | 2008年1月13日         |                        |
| 丁肇中       | 「實驗物理學家」 | 2008年1月20日         |                        |

### 華人青年音樂家系列
| 華人青年音樂家系列 |      |               |          |
| 華人青年音樂家     | 簡介 | 啟播日期      | 參考網頁 |
| 李雲迪             |      | 2004年2月7日  |          |
| 李傳韻             |      | 2004年2月14日 |          |
| 李垂誼             |      | 2004年2月21日 |          |
| 廖昌永             |      | 2004年2月28日 |          |
| 馮景禧             |      | 2004年3月6日  |          |
| 張弦               |      | 2004年3月13日 |          |
| 王健               |      | 2004年3月20日 |          |
| 郎朗               |      | 2004年3月27日 |          |

### 華人青年演藝家系列
| 華人青年演藝家系列 |                    |               |                        |
| 華人青年演藝家     | 簡介               | 啟播日期      | 參考網頁               |
| 陳薩               | 《樂在其中》       | 2006年7月23日 | （页面存档备份，存于） |
| 邢亮               | 《現代舞俠》       | 2006年7月30日 | （页面存档备份，存于） |
| 張立萍             | 《深深被感動》     | 2006年8月6日  | （页面存档备份，存于） |
| 韓華奇             | 《二胡拓荒者》     | 2006年8月13日 | （页面存档备份，存于） |
| 李嘉齡             | 《走進世界音樂廳》 | 2006年8月20日 | （页面存档备份，存于） |
| 黃蒙拉             | 《拉出我天地》     | 2006年8月27日 | （页面存档备份，存于） |
| 李捍忠             | 《起舞．在鏡中》   | 2006年9月3日  | （页面存档备份，存于） |
| 秦立巍             | 《我樂故我在》     | 2006年9月10日 | （页面存档备份，存于） |
| 梁菲               | 《好動的姑娘》     | 2006年9月14日 | （页面存档备份，存于） |

### 香港領袖系列
| 香港領袖系列 |      |                |          |
| 香港領袖     | 簡介 | 啟播日期       | 參考網頁 |
| 董建華       |      | 2000年10月6日  |          |
| 鄺其志       |      | 2000年10月13日 |          |
| 馮國經       |      | 2000年10月20日 |          |
| 任志剛       |      | 2000年10月27日 |          |
| 李國寶       |      | 2000年11月3日  |          |
| 成龍         |      | 2000年11月10日 |          |
| 梁振英       |      | 2000年11月17日 |          |
| 李澤楷       |      | 2000年11月24日 |          |
| 葉國華       |      | 2000年12月1日  |          |
| 吳光正       |      | 2000年12月8日  |          |
| 李福深       |      | 2000年12月15日 |          |
| 曾蔭權       |      | 2000年12月22日 |          |

### 香港領袖系列—逆境自強
| 香港領袖系列─逆境自強 |      |                |          |
| 香港領袖              | 簡介 | 啟播日期       | 參考網頁 |
| 王䓪鳴                |      | ____年__月__日 |          |
| 劉慧卿                |      | ____年__月__日 |          |
| 田北俊                |      | ____年__月__日 |          |
| 陳永棋                |      | ____年__月__日 |          |
| 何喜華                |      | ____年__月__日 |          |
| 吳方笑薇              |      | ____年__月__日 |          |
| 陳祖澤                |      | ____年__月__日 |          |
| 鄭耀棠                |      | ____年__月__日 |          |
| 李柱銘                |      | ____年__月__日 |          |
| 梁家傑                |      | ____年__月__日 |          |
| 蔡元雲                |      | ____年__月__日 |          |
| 張信剛                |      | ____年__月__日 |          |
| 王冬勝                |      | ____年__月__日 |          |
| 譚詠麟                |      | ____年__月__日 |          |

### 數風流人物
| 數風流人物 - 主持人：甘國亮 |                                                                        |                |                        |
| 香港文藝界傑出人士          | 簡介                                                                   | 啟播日期       | 參考網頁               |
| 倪匡                        | 名小說作家                                                             | 2006年10月6日  | （页面存档备份，存于） |
| 陳冠中                      | 文化人，《號外雜誌》創辦人暨「香港意識」先導者                         | 2006年10月13日 | （页面存档备份，存于） |
| 杜琪峰                      | 著名電影導演                                                           | 2006年10月20日 | （页面存档备份，存于） |
| 蔡炎培                      | 詩人，名報人，2003年獲提名競逐諾貝爾文學獎                             | 2006年10月27日 | （页面存档备份，存于） |
| 毛俊輝                      | 香港話劇團現任藝術總監，香港話劇界殿堂級人物之一                       | 2006年11月3日  | （页面存档备份，存于） |
| 曹誠淵                      | 香港現代舞之父，城市當代舞蹈團創辦人，同時為廣東及北京現代舞團藝術總監 | 2006年11月10日 | （页面存档备份，存于） |
| 胡恩威                      | 進念二十面體成員，文化政策評論員，東宮西宮系列創作人之一               | 2006年11月17日 | （页面存档备份，存于） |
| 顧媚                        | 前歌星及影星，有「小雲雀」美譽；現於中國畫方面很有成就                 | 2006年11月24日 | （页面存档备份，存于） |

## 電視劇

### 單元劇
| 單元劇                        | | | |                                                                                               |                        |
| 節目名稱                      | 簡介 | 演員 | 主題曲 | 啟播日期                                                                                      | 參考網頁               |
|                               | 以處境故事述說一般市民的生活及社會民生概況。共234集 | 良鳴、曾江、馮瑞珍、葉觀楫、黃淑儀、葛劍青、陳嘉儀、潘志文 | 主：獅子山下（羅 文） 主：祈望（林子祥）                                                                    | 1973年11月3日-1977,1978-1980,1984/85,1987,1992,1994                                           |                        |
| 屋簷下                        | | | 主：屋簷下（何國禧） 主：令世界變得更暖（譚詠麟）                                                           | 1978，1980，1981，1982，1992，1994年                                                          |                        |
| 人之初                        | 以單元劇型式，演活每個由真實改編的案件，與及詮述兒童法庭如何保障兒童。                                                                                           | | | 1979年__月__日                                                                                |                        |
| 山村樂                        | | 謝月美、利永錫、溫泉、馮瑞珍、朱克、林欣欣、陳國新（林德祿編導；司徒卓漢編劇） | | 1979年9月23日                                                                                 |                        |
| 法門                          | 以單元劇型式，演活每個由真實改編的案件，與及詮述法律如何保障市民。其中一集「美國蝦」更曾被改編為話劇。共50集                                                     | | | 1980年__月__日,1997,1998,2000                                                                 |                        |
| 烙印                          | 以大欖監獄為背景，通過九個不同故事而拍成：究竟一個女人為甚麼會觸犯法例呢？她們被囚禁在女監獄、戒毒中心或教導所的時候有甚麼感受呢？到她們離開大欖又有甚麼際遇呢？ | 文雪兒、葉德嫻、蘇杏璇、文潔雲、李麗麗、方盈、張淑儀、江可愛 | | 1980年__月__日                                                                                |                        |
| 島的故事                      | 以單元劇型式，並藉各島嶼的地理環境、交通隔涉、固有民風等因由，並藉著不同人物及他們的故事，描述這些小島的生活                                                     | | | 1981年1月25日                                                                                 |                        |
| 執法者                        | 以單元劇型式，與皇家香港警務處合作拍攝，講述警察部門調查案件，追蹤線索，搜集證據，提供資料及採取行動的過程                                                       | | 主: 執法者（呂 方）                                                                                         | 1979年，1980年，1982年，1984年至1986年                                                        |                        |
| 小虎隊                        | 以一隊11-16歲童軍為故事骨幹，透過童軍種種活動，描寫青少年在成長時的心態                                                                                          | 蔡國輝、黃宗賜、童軍總會童軍（羅孔忠監製，陳沛琪、李欣頤、羅卓瑤編導） | | 1981年__月__日                                                                                |                        |
| 香港，香港                    | 故事探討香港中產階級和知識分子群體在人生各階段面對理想和現實生活時作出的不同選擇                                                                                 | 劇集由嚴維監製，其中“三人行”一集，由黃浩義，劉小佩和孫國祥主演 | 主：香港，香港（盧冠廷）                                                                                    | 1982年__月__日                                                                                |                        |
| 溫馨集                        | 內容以香港小人物、小故事為題材，表現香港的人情冷暖，溫馨感人 | 其中“霓虹鳥”一集，由劉國昌導演，並由黃浩義主演 | 主：濁世暖流清（雷安娜）                                                                                    | 1984年__月__日                                                                                |                        |
| 上班樂與怒                    | | | | 1988年__月__日                                                                                |                        |
| 雙城記                        | | | | 1990年__月__日                                                                                |                        |
| 裁決                          | 法門前身，以單元劇型式演活每個由真實改編的案件。,共33集 | | | 1990年2月5日,1991,1993                                                                        |                        |
| 打工仔                        | | | | 1996年__月__日                                                                                |                        |
| 轉工樂與怒                    | | | | 1998年__月__日                                                                                |                        |
| 百老薈                        | | | | 1999年__月__日                                                                                |                        |
| 愛‧火花                       | | | | 2002年__月__日                                                                                |                        |
| 勇闖明天                      | | | | 1994年__月__日                                                                                |                        |
| 街坊北斗                      | | | | 1996年__月__日                                                                                |                        |
| 黃金歲月                      | | | | 2003年__月__日                                                                                |                        |
| 幾許風雨                      | | | 主：幾許風雨（羅 文、陳奕迅）                                                                               | 2002年5月__日                                                                                 |                        |
| 打開心窗                      | | | | 1998年__月__日                                                                                |                        |
| 小說家族                      | 以單元劇手法演繹著名香港作家的小說作品。 | | | 1987年__月__日,1991                                                                           |                        |
| I.T.檔案第一輯                | 與香港電腦學會合作，透過單元劇探討資訊科技跟我們日常生活的關係。                                                                                                 | | 主：預謀（劉德華）                                                                                          | 1998年__月__日                                                                                |                        |
| 鐵窗邊緣                      | | | | 2000年10月3日                                                                                 |                        |
| 活在邊緣                      | | | 主：笑忘書（張敬軒）                                                                                        |                                                                                               |                        |
| 歲月流情                      | 分享中年、老年人的人生觀劇目。 | | 主：歲月流情（張學友）                                                                                      | 1992年5月__日                                                                                 |                        |
| 人間有情                      | 分享中年、老年人的人生觀劇目。共38集 | 陳立品、張衛健、梁家輝、、羅美薇、邵音音、李佩蕙、何靈靈、黃曼 | 主：人間有情（梅艷芳） 主：如風（王 菲）                                                                    | 1988年__月__日,1989,1993,1995                                                                 |                        |
| 驕陽歲月                      | 以青少年成長經歷為題劇目。共7集，其中第二集因應Beyond樂隊主音黃家駒意外身亡而改為特輯，其餘為單元劇。                                                            | Beyond、袁詠儀、朱茵、張繼聰、江麗娜、魯文傑、顧美華、禤思敏、陳少霞、黃婉婷、陳亦思、羅冠蘭、關朝聰、陳慧儀、方柏榮、沈家卓、潘芳芳、董詠翔、黃可詩、張之亮、呂有慧、Joe Junior、陳德森、鄧一君、莫紉蘭、黃世鈞、李佩蕙（嚴維監製）                                                           | 主：海闊天空（Beyond）                                                                                      | 1993年6月__日                                                                                 | （页面存档备份，存于） |
| 賭海迷徒                      | 由平和基金贊助，改編自一群病態賭徒戒賭的心路歷程。 | | | 2002年__月__日                                                                                |                        |
| 毒海浮生                      | 透過改編的真實個案，向觀眾（主要為青少年）宣揚毒品的禍害。 | | | 1999年__月__日                                                                                |                        |
| 禁毒檔案ADF                   | 與禁毒處合作，本劇與毒海浮生的不同之處，是同時講述執法人員打擊毒品的一連串動。                                                                                   | | | 2006年__月__日                                                                                |                        |
| 執法群英                      | 與香港警務處合作，講述警隊過往破獲過的嚴重罪案。 | | 主：英雄故事（李克勤 (第一輯) ）、（許志安 (第二輯) ）                                                      | 2002年__月__日                                                                                |                        |
| 論盡都市人                    | 劇集以嬉笑怒罵的詼諧形式，反諷香港地光怪陸離的社會現象。 | | | 1998年__月__日                                                                                |                        |
| 私隱事件簿                    | 與個人資料私隱專員公署合作，透過戲劇與個案演繹，多角度探討私隱問題，期望帶出有關訊息，提高市民保護私隱的意識。第一輯由傳媒人馬家輝擔任主角。                     | | | 2000年5月13日                                                                                 | （页面存档备份，存于） |
| 現代童話                      | | | | 2001年7月15日                                                                                 | （页面存档备份，存于） |
| 不摩登時代                    | | | | 1998年__月__日                                                                                |                        |
| 自在都市人                    | 節目由強制性公積金計劃管理局贊助，透過劇集反映打工仔心聲及退休打算。                                                                                             | | | 2001年__月__日                                                                                |                        |
| 非常平等任務                  | 與平等機會委員會合作，演繹一些令人關注的歧視案例。 | | | 1998年__月__日                                                                                |                        |
| 一家人                        | 與衛生福利及食物局合作，將家庭中的喜怒哀樂及成員之間的關係演繹出來。是衛福局加深家心行動的一部分。本劇邀請劉德華為劇集題字，及為主題曲作詞並主唱。               | | 主：（劉德華）                                                                                              | 2006年12月13日                                                                                | （页面存档备份，存于） |
| 論盡一家人                    | | | | 2009年4月29日                                                                                 |                        |
| 現代結婚進行曲                | | | | 2009年5月23日                                                                                 |                        |
| 流金頌                        | | | | 2009年7月14日                                                                                 |                        |
| 海關故事                      | 透過單元劇形式並以真實個案作藍本，展現香港海關的日常執法工作及海關人員在偵查案件及防止罪案時所面對的挑戰。                                                       | | | 2009年10月10日                                                                                |                        |
| 有房出租                      | 高清拍攝製作電視時事處境喜劇 | | 主：最後晚餐（謝安琪 (第一輯) ）、鬼叫你窮（大AL、RubberBand (第二輯) ） 插：星光的背影（林子祥 (第二輯) ） | 2009年10月11日                                                                                |                        |
| 沒有牆的世界                  | | | | 2010年1月10日                                                                                 |                        |
| 愛回家                        | | | | 2010年1月23日                                                                                 |                        |
| 證義搜查線                    | 與證監會合作鬥智鬥力的高清戲劇，將揭露各種投資市場上的金融罪案和圈套，並向市民解構證監會於金融市場的監管角色。                                                   | 江華、梁琤、羅仲謙、韋家雄、單立文、張文慈、楊淇、梁家仁、阮德鏘、黃泊濤、李蘢怡、蔣怡、盧海鵬、何啟南、黃樹棠、林偉 | 主：或許黃金（RubberBand）                                                                                  | 2010年5月1日                                                                                  | （页面存档备份，存于） |
| 一念之間                      | 與香港社會福利署合作的家庭實況單元劇。 | | | 2010年9月29日                                                                                 | （页面存档备份，存于） |
| 火速救兵                      | 與香港消防處合作高清拍攝電視劇，透過戲劇與個案演繹，多角度探討有關訊息，提高市民防火意識。                                                                       | 林利、王合喜、劉家輝、駱振偉、梁峻一、洪永城、李雨陽、吳廷燁、伍允龍、張啓樂、林偉、關楚耀、高皓正、周俊偉、梁慧恩、惠天賜、鄭啟泰、彭懷安、何浚尉、黃子雄、海俊傑、羅仲謙、鄭子誠、張雷、林雋健、趙俊承、唐文龍、錢小豪、李龍基、譚俊彥、胡渭康、金興賢、廖啟智、戴誌衛、李嘉、劉家聰、范振鋒 | 主：熱血英雄（劉德華）                                                                                      | 2010年12月8日                                                                                 | （页面存档备份，存于） |
| 生活逼人                      | （外判計劃的戲劇單元項目） | | | 2012年7月26日                                                                                 |                        |
| 私隱何價                      | | | | 2012年9月26日                                                                                 |                        |
| 手語隨想曲I，II，III，4，5，6 | 與勞工及福利局聯合製作的單元劇系列，推廣聯合國《殘疾人權利公約》                                                                                                 | 第1輯：洪卓立、陳汝虹 第2,3輯：洪卓立、林嘉恩 第4輯：狄易達、林嘉恩 第5輯：何基佑、林嘉恩 第6輯：鍾凱瑩、麥長青、朱芷茵 | | 2011年12月4日， 2013年4月14日， 2014年7月13日， 2016年2月14日， 2017年2月19日， 2018年8月26日 |                        |

### 兒童劇
| 兒童劇           | |                                |                                               |
| 節目名稱         | 簡介 | 啟播日期                       | 參考網頁                                      |
| 小時候           | 以小童星為主角，體味快樂的童年生活。共四輯，於1977年、1999年、2005年、2006年播出。                                 | 1977年__月__日                 | （页面存档备份，存于）                        |
| 柏林週記         | 內容圍繞故事主人翁柏林與家人、同學和朋友之間所發生的生活趣事。共39集 , 演員: 鄭柏林                                | 1990年__月__日,1991,1993       | （页面存档备份，存于） （页面存档备份，存于） |
| CYC週報          | 共26集,演員:歐陽德勛，湯振權，吳家洋，何靈靈，羅堅，梁海量，何秉舜，陳浩江                                         | 1987年__月__日-1988年, 1989 年 |                                               |
| CYC城市智囊團    | 共10集,演員:何靈靈，黃穎瓏，鄧一君，吳家洋，湯振權，陳奕思，鍾達琴，謝影蝶，黎文，郭德信，譚少英                   | 1991年__月__日                 |                                               |
| CYC工作坊        | 共12集,演員:羅啟新，何靈靈，鄧一君，吳家洋，湯振權，陳奕思，謝影蝶，鍾達琴                                         | 1992年__月__日                 |                                               |
| CYC家族          | 共29集,演員:黃寶龍，張繼聰，梁俊傑，溫浩賢，李佩蕙，何靈靈，江麗娜                                                 | 1993年10月10日-1994年          |                                               |
| 好時光           | 共19集，演員：鄭英豪，林嘉慶，李宗翰，李文俊，林嘉華，余凱絲，王書怡，龔意                                         | 1981年__月__日-1982年          | （页面存档备份，存于）                        |
| 陽光下的孩子     | 共20集,演員:葉峻海 李雪健 麥潔雯 楊振耀 林俊賢，溫子聰，李佩蕙，林鵬鳴，關佩琳，何靈靈，張繼聰                     | 1984年__月__日,1985年          | （页面存档备份，存于）                        |
| 晴天,雨天,孩子天 | 共18集,演員:溫子聰，張繼聰，李佩蕙，李亦平，林鵬鳴，梁海量，陸錦華，何靈靈，盧業媚，劉國昌，車保羅，譚天南，張灼祥 | 1986年__月__日,1988年          | （页面存档备份，存于）                        |
| 親親孩子天       | 共13集,演員: 鄭柏林，陳思雅,林保怡, 劉芊蒂,譚倩紅,夏春秋, 胡美儀                                                   | 1989年4月3日                   | （页面存档备份，存于）                        |
| 我們是這樣長大的 | 共12集,演員:溫子聰，何靈靈，張繼聰，朱鑫輝，朱威明                                                                 | 1990年5月7日,1999年            | （页面存档备份，存于）                        |
| 乖乖不得了       | 共10集 | 1996年                         |                                               |
| 時裝兒童家庭喜劇 | 與中國內地樂視網聯合製作，中港合拍網絡劇集，演員：李蕙敏、梁榮忠、孔祺、許穎童                                     | 2015年                         |                                               |

### 女性劇
| 女性劇     | |                |                        |
| 節目名稱   | 簡介 | 啟播日期       | 參考網頁               |
| 女人多自在 | 與婦女事務委員會合作，透過戲劇塑造一個普通的女性，如何透過自強，幫助朋友、家人及社區，令自己更快樂更自在。 | 2002年12月17日 | （页面存档备份，存于） |
| 女人多事幹 | | 2000年12月16日 |                        |

### 歷史劇
| 歷史劇   |                                                         |                                                                                                   |                       |                        |
| 節目名稱 | 簡介                                                    | 主題曲                                                                                            | 啟播日期              | 參考網頁               |
| 歲月河山 | 共7集                                                   |                                                                                                   | 1980年4月13日         | （页面存档备份，存于） |
| 香港香港 |                                                         | 主：香港，香港（盧冠廷）                                                                          | 1981年10月17日,1983年 | （页面存档备份，存于） |
| 香江歲月 | 1984/85年及1996年共推出兩輯，是香港電台第一套電視連續劇 | 主：香江歲月（關正傑 (第一輯) ）、永遠記得（張國榮 (第二輯) ） 插：擺渡的歲月（周華健 (第二輯) ） | 1984年7月29日         | （页面存档备份，存于） |

### 青春劇
| 青春劇             | |               |                        |
| 節目名稱           | 簡介 | 啟播日期      | 參考網頁               |
| Y2K前的暑假        | Y2K系列第一集，故事圍繞一班年青人放暑假時因偶遇而引發的連串動人故事。                                                      | 1999年7月29日 |                        |
| 青春@Y2K           | Y2K系列第二集，以運動競賽為主軸，故事圍繞年青人在愛情及友情方面所面對的各項考驗。                                          | 2000年6月10日 |                        |
|                    | Y2K系列最後一集，以街舞為主軸，故事圍繞年青人於暑假時候所發生的一連串事情。                                                | 2001年10月6日 |                        |
| 天下無敵           | 以中國武術為主軸，講述一個雙失青年如何因習武而改變人生觀；劇中多次運用數碼特技效果。被視為Y2K系列的後續劇集。              | 2004年5月23日 |                        |
| 少年不識愁滋味     | 邀請了十位獨立錄像創作人，製作十個環繞年青人之友情、親情、愛情故事。                                                       | 2006年7月19日 | （页面存档备份，存于） |
| 過渡青春           | 與職業訓練局聯合製作，亦是香港電台首套以高清技術製作的電視節目。被視為Y2K系列的後續劇集。                                  | 2006年10月4日 | （页面存档备份，存于） |
| 漂流吧！涌口健二！ | 2007年「香港電台戲劇外判計劃」連續劇，由「齊齊哈爾國際有限公司」製作。講述一個成年人回到青少年時期，回味著自己的成長步伐。 | 2007年6月13日 | （页面存档备份，存于） |
| DIY2K              | | 2012年9月25日 |                        |

## 綜合節目
- 「八一‧一八」共繽紛
- 1978年--月--日：十大中文金曲頒獎音樂會
- 1981年11月1日：工業安全歌唱大會 - 樂韻報平安 （主持：劉家傑、鍾楚紅）
- 龍騰虎步上獅山（1986-1993、1995）：健兒由沙田坳邨第二座電梯大堂出發，跑至獅子亭作終點，香港電台會現場直播，同日城市論壇須暫停播映。一般起步會由廣播處處長及黃大仙區議會主席及民政專員聯合主禮，而主禮按掣後，會一幅巨大橫幅，上書：「龍騰虎躍上獅山，比賽健兒誇啦啦」由沙田坳邨第一座天台垂下，約十層樓高，場面壯觀。本盛事自沙田坳邨重建後停辦至今。
- 名人競技響全城
- 太陽計劃
- 1988年7月30日：展才競藝展光華 （主持：劉家傑）
- 神奇旅程樂穿梭（1988年12月）：  香港電台60週年音樂劇
- 香江桃李沐春風（1997）
- 同心同根萬里行
- 太陽計劃音樂會（1991-1994、1997-）
- 北區禁毒滅罪之夜（1984）
- 大專辯論賽（1984、1986、1987、1993、1994）
- 校際時事及學術常識問答比賽（1982/83、1985-1999、2000/2001）（共235集）
- 小學校際常識問答比賽（1992-1997）（共65集）
- 小學校際及時事常識問答比賽（1998-2000）（共39集）
- 小學校際問答比賽（2001-2003）（共39集）
- 1998年0_月__日：電視欣賞指數調查最佳節目頒獎禮
- 2001年9月28日：全球華語歌曲排行榜頒獎禮
- 2001年4月29日：第二十屆香港電影金像獎頒獎典禮（香港電台製作、在翡翠台播放）
- 2002年4月21日：第二十一屆香港電影金像獎頒獎典禮（香港電台製作、在翡翠台播放）
- 2003年4月6日：第二十二屆香港電影金像獎頒獎典禮（香港電台製作、在翡翠台播放）

## 特備節目
- 1989年5月25日：民心
- 1996年11月20日：嘉利大厦大火災（在無綫電視翡翠台播放）
- 2005年3月12日：特首董建華辭職特輯（在無綫電視翡翠台播放）
- 2016年4月1日：香港電台接收及啟用模擬電視頻譜（自家特備節目，現場直播亞洲電視結束廣播及香港電台於慈雲山信號發射站的交接程序）
- 2019年10月1日：建國七十年閲兵大典（在香港电台第一台、港台電視31、31A播放）[5]

## 節目待查
- 好戲在後頭（New Prime of Life）
- 來自火星的男人（Men from Mars）
- 丈量亞洲的腳步（Under the Himalayas）
- 萬象潮中（Chic City China）
- 我的兄弟姊妹（Siblings）
- 尋找香港（Ethos of Hong Kong）
- 有能者·聘之（Talentwise 2014）
- 死神九問（Questioning the God of Death）
- 消費新潮（Metro Consumer）
- 十年人事（Ten Years After）
- 地下秩序（Subsurface Rules）
- 寵物情‧人（Pet and I）

## 香港公共圖書館參考資料
- 電視節目資料庫1973-2003
- 香港廣播六十年
- 香港廣播七十年

## 外部連結
- 香港電台電視節目資料庫 （页面存档备份，存于）
- eTVonline